# Татаринова, Людмила Евдокимовна
Людми́ла Евдоки́мовна Тата́ринова (урожд. Ярощук, 4 сентября 1927, Минск — 8 июня 2017) — советский и российский филолог, специалист по древнерусской литературе, заслуженный преподаватель МГУ, кандидат филологических наук, доцент. Автор около 40 научных работ.

## Биография
Окончила филологический факультет МГУ (1949). C 1954 преподавала на факультете журналистики МГУ (кафедра истории русской журналистики и литературы).
Читала лекции по курсу «История древнерусской литературы», «История русской литературы и журналистики 18-го века», преподавала спецкурс «Этические взгляды Герцена в публицистике 40-х годов 19-го века», вела спецсеминары «Литература и искусство Древней Руси», «Театр в XVIII столетии».
Печаталась в журнале «Вестник МГУ».
Вечером 3 декабря 2009 в районе Ясенево, на улице Голубинская, Людмилу Татаринову сбила машина. Она получила множественные травмы и была госпитализирована в 31-ю московскую больницу.
Умерла 8 июня 2017 года.

## Награды и признание
- Медаль «225 лет МГУ» (1980);
- Медаль «Ветеран труда» (1986);
- Ломоносовская премия МГУ (1992).

## Книги и публикации
- Журнал «Московский телеграф» (1825—1834). М.: Изд-во Моск. ун-та, 1959.
- Журнально-публицистическая деятельность А. И. Герцена 50−60-х гг. XIX в.: метод. указания и библиогр. к специальному семинару по истории русской журналистики: для студ.-заоч. III и IV курсов гос. ун-тов. М.: Изд-во Моск. ун-та, 1974.
- А. И. Герцен. М.: Мысль, 1980.
- История русской литературы и журналистики XVIII века: учебное пособие для студентов вузов по специальности «Журналистика». 2-е издание. — М.: МГУ, 1982. — 424 с.
- Древнерусская литература. — М.: МГУ, 1985;
- Программа по древнерусской литературе для гуманитарных вузов. — М.: МГУ, 1998.